# Jornalismo
Jornalismo é a coleta, investigação e análise de informações para a produção e distribuição de relatórios sobre a interação de eventos, fatos, ideias e pessoas que são notícia e que afetam a sociedade em algum grau. A palavra se aplica à ocupação (profissional ou não), aos métodos de coleta de dados e à organização de estilos literários. A mídia jornalística inclui: impressão, televisão, rádio, Internet e, no passado, noticiários.
Os conceitos do papel apropriado do jornalismo variam de país para país. Em algumas nações, os meios de comunicação de notícias são controlados pelo governo e não são um corpo completamente independente. Em outros, os meios de comunicação são independentes do governo, mas a motivação pelo lucro entra em tensão com as proteções constitucionais da liberdade de imprensa. O acesso à informação livre recolhida por empresas jornalísticas independentes e concorrentes, com normas editoriais transparentes, pode permitir aos cidadãos participarem efetivamente do processo político. Nos Estados Unidos, o jornalismo é protegido pela cláusula de liberdade de imprensa na Primeira Emenda.
O papel e o estatuto do jornalismo, juntamente com o dos meios de comunicação de massa, tem sofrido mudanças ao longo das duas últimas décadas com o advento da tecnologia digital e a publicação de notícias na Internet. Isto criou uma mudança no consumo de canais de mídia impressa, à medida que as pessoas consomem cada vez mais notícias através de jornalismo eletrônico, smartphones, computadores, tablets e outros dispositivos, desafiando as organizações de notícias a rentabilizarem totalmente suas versões digitais, bem como a improvisar o contexto no qual elas publicarão notícias na imprensa. Notavelmente, no cenário da mídia estadunidense as redações têm reduzido sua equipe e cobertura em canais de mídia tradicionais, como a televisão, para lidar com a diminuição do público nesses formatos.
Esta compacidade na cobertura tem sido associada ao atrito geral do público, uma vez que grande maioria dos entrevistados em estudos recentes mostram mudanças nas preferências no consumo de notícias. A era digital também deu início a um novo tipo de jornalismo no qual os cidadãos comuns desempenham um papel maior no processo de produção de notícias, sendo possível o surgimento do jornalismo cidadão através da Internet. Através do uso de smartphones equipados com câmeras de vídeo, os cidadãos podem gravar imagens de eventos de notícias e enviá-los para canais como o YouTube, que é frequentemente usado por meios de comunicação. Ademais, o acesso fácil às notícias de uma variedade de fontes, como blogs e outras mídias sociais, resultou em leitores que podem escolher entre fontes oficiais e não oficiais, em vez de apenas depender das organizações tradicionais.

## História

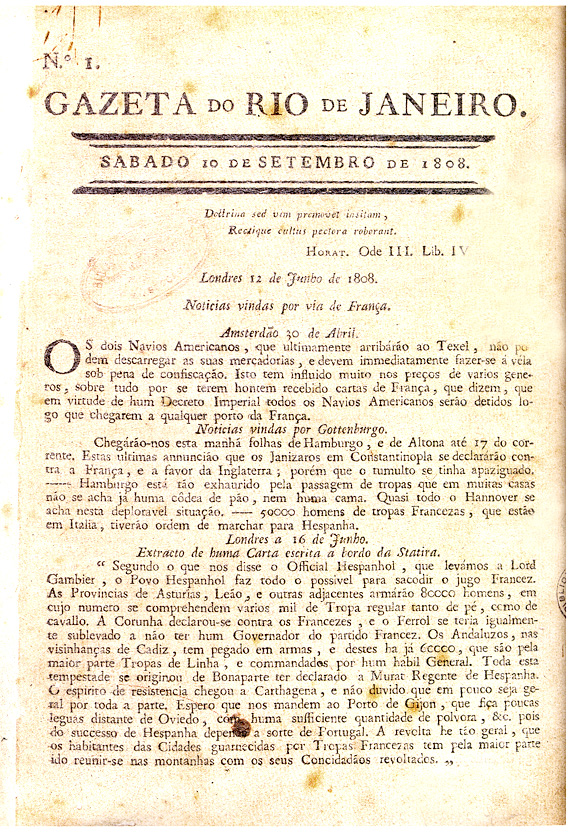
Primeiro jornal publicado no Brasil

O mais antigo jornal de que se tem notícia foi o Acta Diurna, que surgiu por volta de 69 a.C., a partir do desejo de Júlio Cesar de informar a população sobre fatos sociais e políticos ocorridos no império, como campanhas militares, julgamentos e execuções. As notícias eram colocadas em grandes placas brancas expostas em local de grande acesso ao público. Na China, jornais escritos a mão surgiram no século VIII.
A partir da invenção de Johannes Gutenberg, em 1447, surgiram os jornais modernos, que tiveram grande circulação entre comerciantes, para a divulgação de notícias mercantis. Havia ainda jornais sensacionalistas escritos a mão, como o que noticiou as atrocidades ocorridas na Transilvânia, feitas por Vlad Tsepes Drakul, mais conhecido como Conde Drácula. Em Veneza, o governo lançou o Notizie scritte, em 1556, ao custo de uma pequena moeda que ficou conhecida como "gazetta".
A publicação periódica iniciou-se na Europa Ocidental a partir do século XVII, como o ''Avisa Relation oder Zeitung'', surgido na Alemanha em 1609. O London Gazette, lançado em 1665, ainda mantém-se até a atualidade, agora como publicação oficial do Judiciário. Esses jornais davam pouca atenção a assuntos nacionais, preferindo focar-se em fatos negativos ocorridos em outros países, como derrotas militares e escândalos envolvendo governantes. Os assuntos locais passaram a ser mais abordados na primeira metade do século XVII, mas a censura era uma prática comum, não sendo possível noticiar algo que pudesse provocar insatisfação popular contra o governo. A primeira lei protegendo a liberdade de imprensa foi aprovada na Suécia em 1766.
Com a invenção do telégrafo, em 1844, as notícias passaram a circular muito mais rapidamente, gerando uma grande mudança no jornalismo. Em meados do século XIX, os jornais já eram o principal veículo de transmissão das informações, passando a surgir grandes grupos editoriais, que tinham grande capacidade de influência.
Nos anos 1920, o surgimento do rádio novamente transformou o jornalismo, o que voltou a acontecer a partir dos anos 1940 com o surgimento da televisão. Na década de 1950 surge no Rio de Janeiro uma nova forma de Jornalismo impresso, no jornal Diário Carioca, Danton Jobim, que foi o fundador da primeira faculdade publica de jornalismo no Brasil, introduziu o Lead, a Pirâmide invertida e elaborou de um Manual de redação, modernizando o jornalismo brasileiro. A partir do fim dos anos 1990, a internet trouxe volume e atualização de informações sem precedentes.

## Gêneros

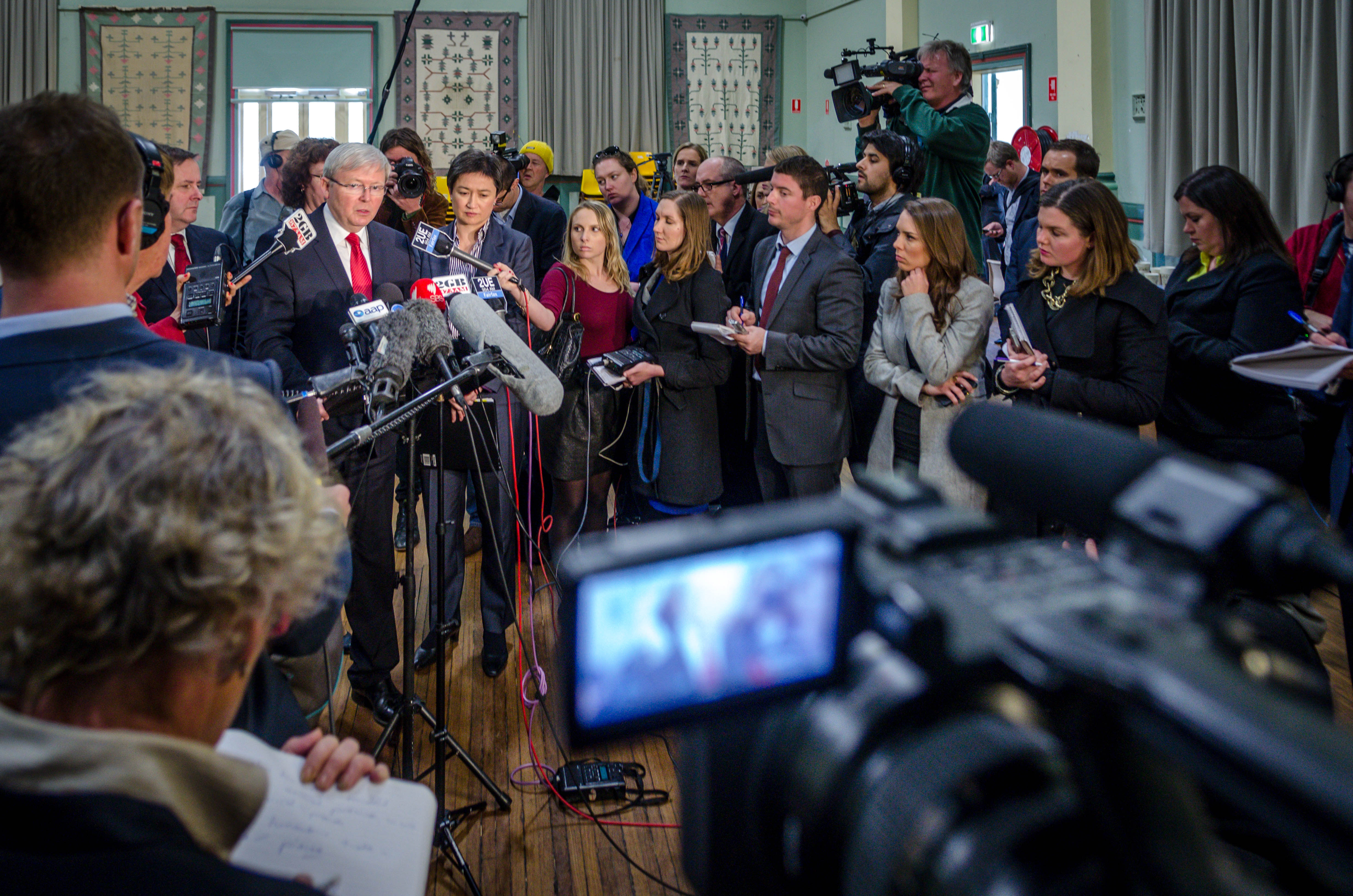
O político australiano Kevin Rudd durante uma coletiva de imprensa.

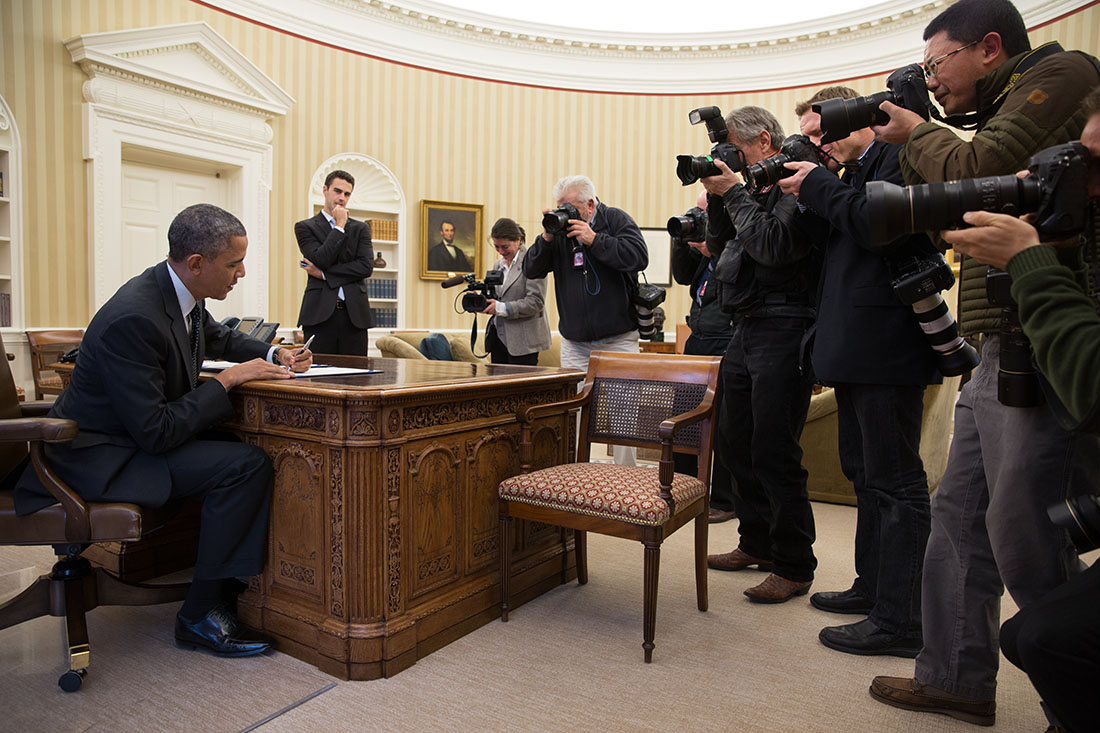
Fotojornalistas fotografando o ex-presidente dos Estados Unidos, Barack Obama, em novembro de 2013.

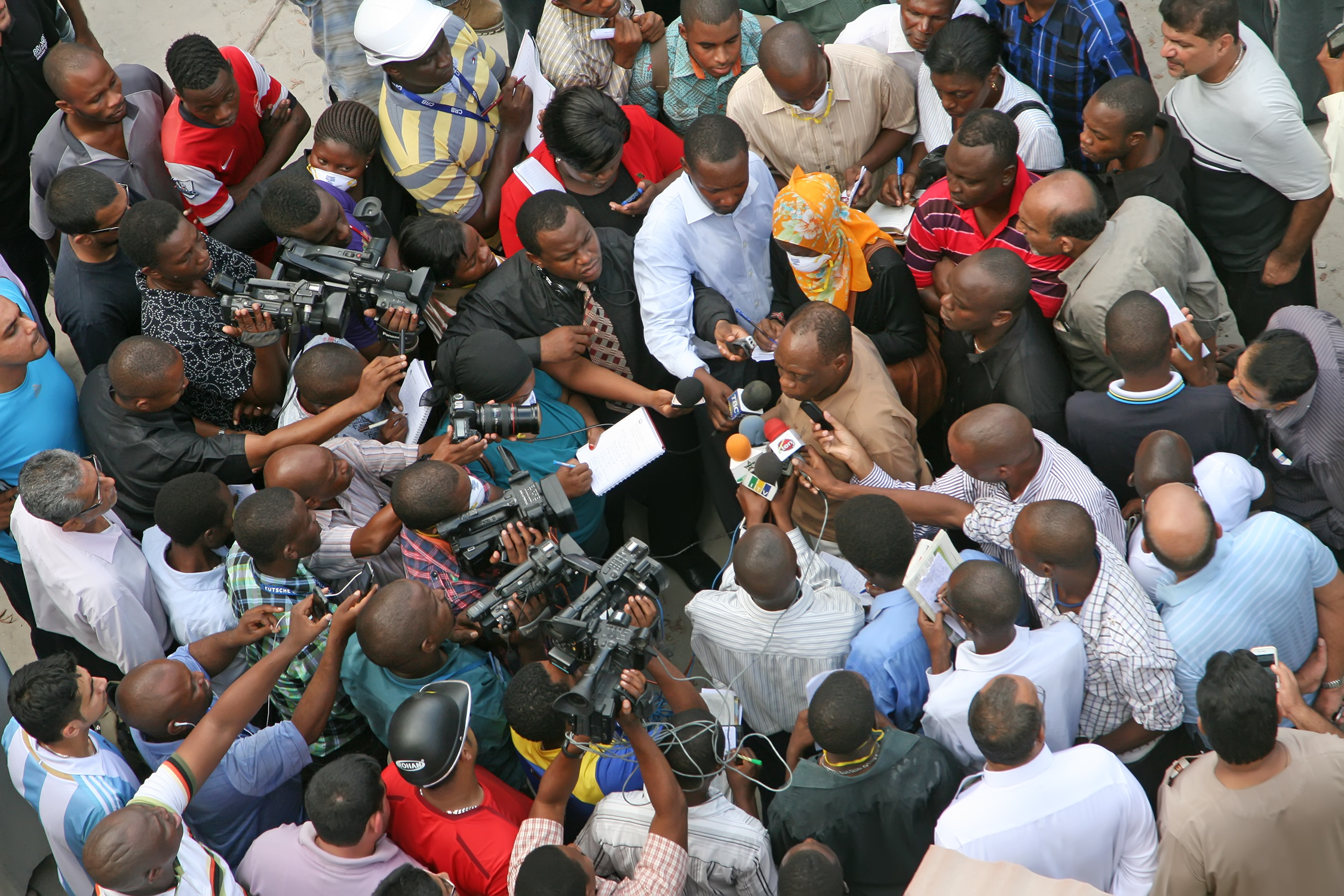
Fotojornalistas e radiojornalistas entrevistando o funcionário do governo após um colapso do edifício em Dar es Salaam, Tanzânia, em março de 2013.

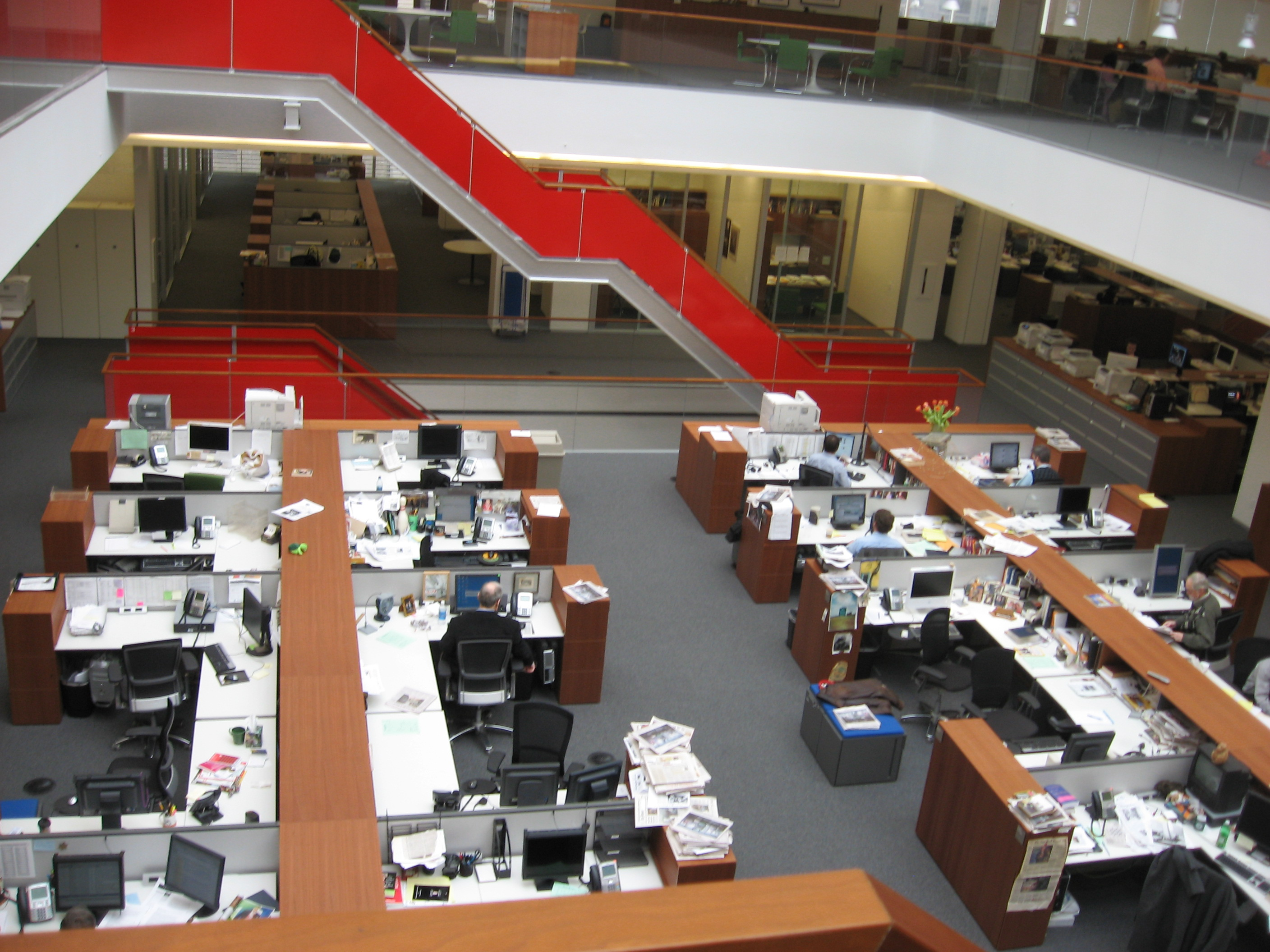
Redação do The New York Times

Existem várias formas diferentes de jornalismo, todas com audiências diversas. O jornalismo é dito para servir o papel de um "quarto poder", agindo como um cão de guarda do funcionamento do governo. Uma única publicação (como um jornal) contém muitas formas de jornalismo, cada uma das quais pode ser apresentada em diferentes formatos. Cada seção de um jornal, revista ou site pode atender a diferentes públicos.
Alguns gêneros jornalísticos incluem:
- Advocacia jornalística - escrever para defender pontos de vista particulares ou influenciar as opiniões do público;
- Jornalismo de radiodifusão - jornalismo escrito ou falado para rádio ou televisão;
- Jornalismo cidadão - jornalismo participativo;
- Jornalismo de dados - a prática de encontrar histórias em números e usar números para contar histórias;
- Jornalismo drone - uso de drones para capturar imagens jornalísticas;[12]
- Jornalismo gonzo - defendido pela primeira vez por Hunter S. Thompson, é um "estilo altamente pessoal de relatar";[17]
- Jornalismo interativo: um tipo de jornalismo on-line que é apresentado na web;
- Jornalismo investigativo: relatórios aprofundados que revelam problemas sociais, muitas vezes leva a grandes problemas sociais a serem resolvidos;
- Fotojornalismo: a prática de contar histórias verdadeiras através de imagens;
- Jornalismo sensorial: o uso de sensores para apoiar a investigação jornalística;
- Jornalismo tabloide - escrita que é alegre e divertida, mas menos legítima do que o jornalismo convencional;
- Jornalismo marrom (ou sensacionalismo) - escrita que enfatiza alegações ou rumores exagerados;
- Jornalismo de precisão: conjunto de métodos científicos com base na investigação social e psicossocial à prática de conteúdo do jornalismo.[18] Trabalha com o valor fundamental da exatidão e de "relatar exatamente o que aconteceu" em uma perspectiva precisa.[18]

A recente ascensão das mídias sociais resultou em argumentos para reconsiderar o jornalismo como um processo, em vez de atribuí-lo a determinados produtos de notícias. Nesta perspectiva, o jornalismo é participativo, um processo distribuído entre múltiplos autores e envolvendo jornalistas e o público socialmente mediador.

### Campo acadêmico
Os estudos do jornalismo vêm se desenvolvendo desde antes da criação dos cursos de Mestrado e de Doutorado nos Estados Unidos do século XX. Os Estados Unidos contam com uma forte tradição na pesquisa acadêmica no campo do Jornalismo, sendo as primeiras investigações sobre o assunto em solo americano foram iniciadas ainda na década de 60. A configuração do campo de estudos tem relação com questões como o papel do jornalismo na sociedade, a constituição das notícias e a figura do jornalista. Assim, as pesquisas do campo estão, em sua maioria, relacionadas com a prática da profissão, o que envolve também descrições das rotinas de produção do Jornalismo.
Apesar do desenvolvimento de diversos estudos relativos à área, que permitiram a elaboração de explicações e teorias, o estabelecimento do campo epistemológico do jornalismo enfrenta dificuldades devido à forma como as pesquisas são feitas. Não há distinção entre campo jornalístico e campo profissional, o que impede que se alcance efetivamente uma análise e crítica dos fenômenos em estudo. Para isso, faz-se necessária também uma separação entre o jornalista profissional e o pesquisador jornalista, o que inclui as práticas textuais da profissão (como imparcialidade).
Além disso, o objeto de estudo do Jornalismo é fragmentado, visto que não há distinção de categorias de temas ou estabelecimento de metodologias próprias, o que dificulta a compreensão dos problemas de pesquisa típicos do campo.
No Brasil destaca-se a atuação de Danton Jobim que em 1948, participa como docente fundador do Curso de Jornalismo da Universidade do Brasil, hoje UFRJ. a primeira faculdade publica de Jornalismo no Brasil.

### Caráter ativo
O "caráter ativo" do jornalismo refere-se à tendência da mídia de intervir na vida política, de se envolver partidariamente, ou de tentar influenciar os acontecimentos políticos. Ele age forma flexível e instável e não necessariamente ligada a uma corrente de valores políticos ideológicos.
A relação entre mídia e política tem sido alvo de longa discussão no meio acadêmico. Uma das variáveis mais utilizadas para comparar a intervenção política do jornalismo é o chamado paralelismo político. O termo surgiu em 1974, no livro "The Political Impact of Mass Media", de Colin Seymour-Ure, mas ganhou popularidade em 2004, quando Hallin e Mancini, produziram uma pesquisa empírica comparativa em 18 países da América do Norte e da Europa Ocidental. Na definição clássica, paralelismo político envolve a percepção do grau de “convergência de objetivos, meios e enfoques entre veículos da mídia e partidos políticos”.
Contudo, o pesquisador brasileiro Afonso de Albuquerque, em contribuição para o livro Comparing Media Systems Beyond the Western World, avalia que essa variável apresenta severas limitações para comparações fidedignas à complexidade e à diversidade dos sistemas mediáticos. Na sua visão, o termo se aplica a contextos onde existem relações estáveis entre veículos de comunicação e elites políticas. Essa variável seria, portanto, débil para identificar e analisar o caráter ativo que a imprensa pode assumir de modo flexível e instável.
A noção de “caráter ativo” das práticas jornalísticas tem sido conceituada de diversas formas, não havendo consenso sobre sua descrição. Ela não necessariamente liga a imprensa a uma ideologia política de esquerda ou direita, mas a flexibiliza e a torna participante do debate, ou seja, ela não toma partidos, mas discute as ações realizadas pelos agentes políticos.
A prática jornalística brasileira foi utilizada como exemplo para a análise de Albuquerque, pois ela interviria na política em relação ao jogo político, em nome do próprio interesse público. Desta forma, o sistema midiático assumiria o papel de árbitro nas disputas políticas setoriais vinculadas a ideologias partidárias ou instituições do poder político, encontrando na concepção de “poder moderador” ou “quarto poder” uma linha de continuidade histórica para intervenção nesse meio. Ele define o caráter ativo nos seguintes termos:
1. tomada de posições políticas;
2. foco da atenção mais direcionada ao presidente do que à política partidária;
3. fornecimento de interpretação e informação.[24]

Alguns autores, porém, oferecem uma definição alternativa à de Albuquerque. Donsbach e Patterson afirmam que existem múltiplas dimensões de intervenção do jornalismo, que são sobrepostas na proposição de Albuquerque. Nesse sentido, eles sustentam que a noção de um "jornalismo ativo" deve ser mantida separada da compreensão de um "jornalismo advocatício", por serem dimensões diferenciadas e independentes da intervenção política realizada pelas práticas jornalísticas.

### Jornalismo Ativo e Jornalismo Advocatício
O jornalismo ativo, na definição de Donsbach e Patterson, seria “aquele que atuaria mais plenamente como um participante do debate, enquadrando, interpretando ou investigando os assuntos políticos”. É ele que revela informações, que de outro modo, não viriam à esfera pública. Trazendo publicidade para questões políticas por meio de informações de bastidores ou denúncia de escândalos. Esse caráter investigativo não pode, entretanto, ser diretamente vinculado à tomada de posicionamento político.
Já o jornalismo advocatício (ou militante) é “aquele que atua com base em posicionamentos políticos na forma correspondente a de um ator político”, emitindo opinião ou juízo de valor, de forma “consistente, substancial e agressiva”.

## Fundamentos

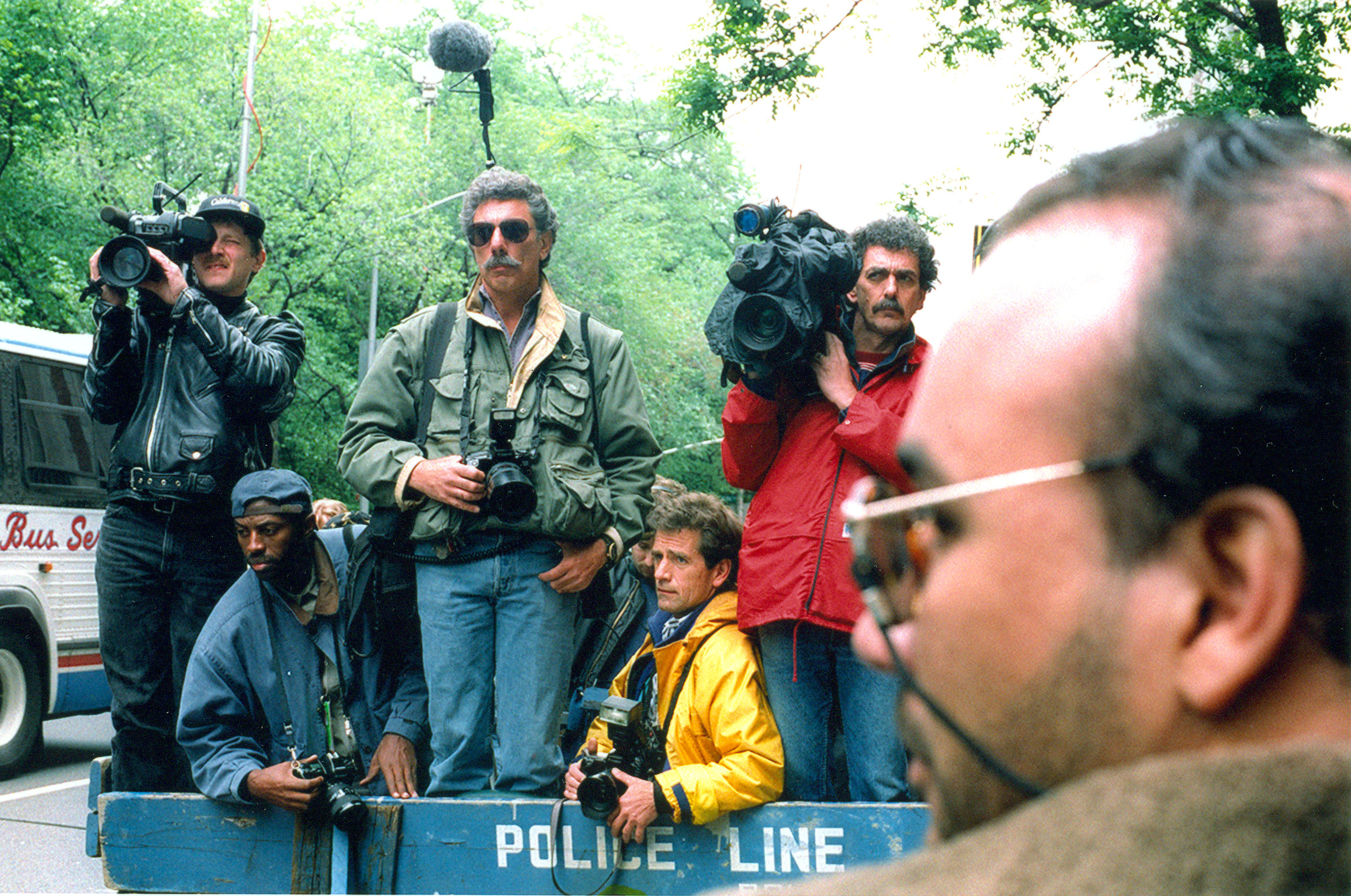
Fotojornalistas e repórteres esperam atrás de uma linha de polícia em Nova Iorque, em maio de 1994

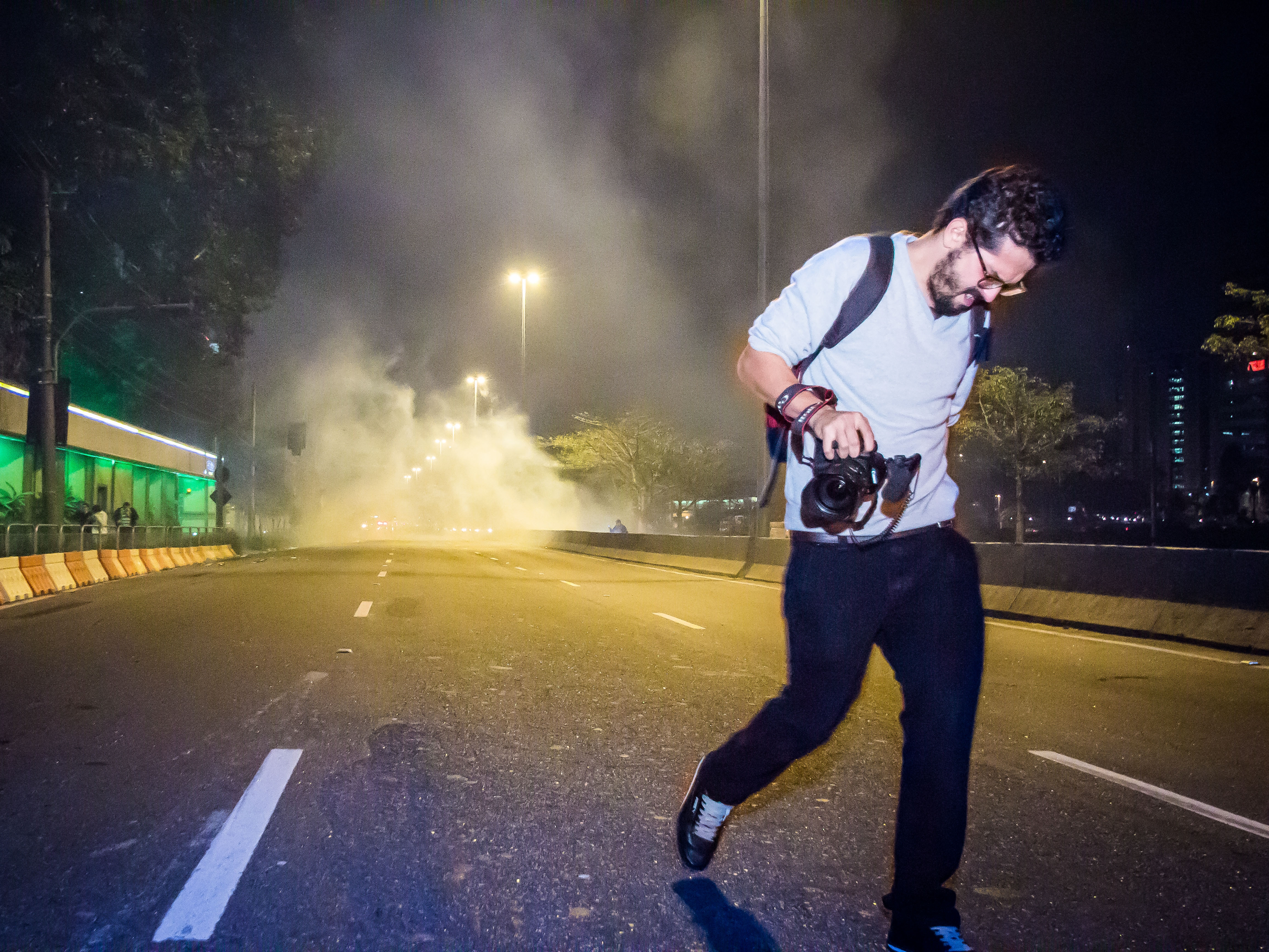
Fotojornalista foge de bombas de gás lacrimogêneo lançadas pela Polícia Militar de São Paulo durante os protestos em São Paulo em 7 de junho de 2013.

O jornalismo possui alguns conceitos fundamentais que devem ser seguidos para resultar num pleno desempenho da atividade. O jornalista atua como mediador entre a sociedade e os acontecimentos interessantes e relevantes para o conhecimento do público. Desde a sua fundação, alguns conceitos foram se institucionalizando com o decorrer dos anos. Traquina cita a "existência de uma constelação de valores e um conjunto de normas profissionais" e exemplifica que ser jornalista é acreditar nesses valores.

### Liberdade
Deste modo, a liberdade mantém uma ligação com o jornalismo e a democracia, onde a liberdade está no centro do desenvolvimento do jornalismo. Traquina cita Tocqueville ao considerar a soberania do povo e a liberdade de imprensa como coisas inseparáveis. Para Thomas Jefferson, democracia não existe sem liberdade de imprensa e John Stuart Mill complementa alertando que qualquer tentativa de censurar a mídia teria consequências desastrosas. Essa censura resultaria na perda de outro fundamento do jornalismo, como a credibilidade. Os jornalistas estão a frente dessa luta pela liberdade que se mistura a questões políticas, econômicas e sociais. A independência e autonomia dos profissionais em relação a outros agentes sociais são importantes fatores que garantem a credibilidade.

### Objetividade
A objetividade no jornalismo é até hoje um objeto de discussão, crítica e má compreensão. O conceito surgiu, a partir do século XIX, com a difusão do primeiro mass media, a imprensa. Com o aumento no número de veículos de mídia impressa e do aumento do mercado de profissionais especializados na área despontou, portanto, novos valores que buscavam dar sustentação ao campo jornalístico, dentre eles, a objetividade. Baseado na ideia de subjetividade e sua inevitabilidade, a busca era de que os fatos fossem mais importantes do que as opiniões, contrariando o que se entendia do jornalismo propagandista do século anterior.
Com isso, ficou estabelecido que era necessário seguir regras e procedimentos para que o fundamento da objetividade se sobrepusesse à subjetividade do jornalista. A justificativa adotada era de que, isso poderia assegurar a credibilidade do veículo de comunicação, como parte não interessada e ajudaria na proteção contra as críticas. Nesse sentido, Gaye Tuchman elenca a objetividade como um ritual, um “ritual estratégico”, em que há uma série de procedimentos que devem ser seguidos para reduzir as críticas. Os jornalistas podem alegar que há objetividade levando em conta que esses procedimentos foram seguidos.
Para a autora, os quatro procedimentos são:
1. A apresentação de possibilidades conflituosas: Nesse caso, o jornalista apresenta as duas versões de um “fato”, os dois lados de uma história, não favorecendo nenhum dos dois, demonstrando a sua imparcialidade.
2. Apresentação de provas auxiliares: Exposição de dados técnicos, provas auxiliares que fortaleçam o que foi dito;
3. Uso criterioso das aspas: Aqui, a intenção é de que o “fato” fale por si só, em que a presença do repórter desaparece da narrativa;
4. Estruturação da informação numa sequência apropriada: A informação considerada mais importante é apresentada no primeiro parágrafo (o lead), ou seja, se assemelha a uma pirâmide invertida. Ela considera esse o procedimento o mais difícil, pois a escolha do lead é de responsabilidade do jornalista, baseado na sua percepção profissional.

O conceito, assim, tem um caráter social e próprio da deontologia do jornalismo, ou seja, de seu fazer jornalístico e de sua cultura profissional.
“A objetividade, ou uma outra designação de uma noção de equilíbrio (balance), está associada pela esmagadora maioria dos cidadãos ao papel do jornalista, e é consagrada nas leis que estabelecem as balizas do comportamento dos profissionais, em particular os que trabalham nas empresas de comunicação social do setor público”

#### O ideal de objetividade para Michel Schudson
Para o professor e pesquisador Michael S. Schudson a objetividade é uma estranha exigência que se faz, em sociedades comerciais, às instituições jornalísticas que buscam sua sobrevivência financeira, além de serem órgãos políticos de uma sociedade e compostos por profissionais de imprensa que pouco possuem de aparato profissional, se comparado a outras áreas.
Alguns motivos explicam esse ideal da objetividade, ou sua exigência, e muitos deles derivam da origem das “notícias” como pensamos hoje que seja essa categoria. Para Schudson, a democratização da política, a expansão de uma economia de mercado e um crescente domínio de uma classe média urbana e empresarial são fatores que contribuíram para esse cenário. 
Uma boa exemplificação do porquê da exigência desse “apartidarismo” é o surgimento em 1948 da primeira agência norte-americana de notícias, a Associated Press. Para aproveitar a vantagem do telégrafo, o grupo de jornais percebeu a possibilidade de transmissão de notícias em larga escala, que buscasse amplas alianças políticas e, portanto, para ser aceita entre os seus clientes e mercado diversificado pudesse requerer a objetividade como princípio de credibilidade.   

#### Otto Groth e a busca pela objetividade possível
O jornalista e pesquisador alemão Otto Groth pensou a objetividade dentro da sua dificuldade de ser alcançada plenamente. No entanto, apesar de sua dificuldade em alcançá-la plenamente, há o ideal ético-profissional de todo jornalista. Esse ideal ético-profissional será a base para que o repórter possa, o máximo possível, buscar aquilo que é a origem de toda a verdade: a realidade objetiva. 
Para isso, ele nos diz que existe formas de buscar pela objetividade dentro de suas possibilidades:
Sendo assim, comparar os acontecimentos relatados com outros da mesma natureza; atualizar as ocorrências de modo a dar conta das suas possíveis alterações; submeter os fatos aos conceitos e classificações que procuram descrever as principais características de certos fenômenos; averiguar se outras pessoas também encontram os mesmos resultados (intersubjetividade) seriam caminhos para se aproximar o máximo possível da objetividade.

#### A crítica à ideologia da objetividade jornalística para Genro Filho
Na busca pela ampliação ao debate sobre o conceito de objetividade, o jornalista brasileiro Genro Filho buscou realizar uma análise crítica do termo. Para ele, a notícia se transforma em um produto de mercado em que a adesão às regras de generalização, padronização, simplificação e negação do subjetivismo se estabelecem como maneira de se adequar à compreensão funcionalista da sociedade, uma sociedade atravessada pela ideologia dominante. Ou seja:
A ideologia é um sistema de idéias mais ou menos delineado que implica num compromisso do sujeito diante da totalidade do mundo histórico-social, e não apenas num compromisso epistemológico diante dos objetos reconhecidos em sua positividade. A ideologia implica numa postura ativa da consciência frente  à realidade histórica do mundo, envolvendo negação ou afirmação desse mundo de parte do sujeito consciente. Negar a possibilidade da ideologia revolucionária é posicionar-se, ontologicamente, como objeto entre os objetos ou, na melhor das hipóteses, acreditar que a objetividade – por meio da teoria – pode desvelar sua “verdade” independente da postura efetivamente revolucionária do sujeito, a qual exige uma atividade prático-crítica.
Assim, o jornalismo, através da produção de notícias e sua pretensa objetividade, conserva em si o potencial de dar um novo significado aos fatos sociais e de buscar apresentar a complexidade dos fatos que escolhem como jornalísticos. Assim como para Groth, é um posicionamento ético, por parte do jornalista, e de precisão. Além de não estar desvinculado das dinâmicas da disputa de classes inerentes ao capitalismo. Nesse sentido, o teórico brasileiro diz que esse jornalismo “crítico”, diferente do tradicional, permanece necessário e atual, ainda mais em contextos de crise.

### Credibilidade
Segundo Philip Meyer, credibilidade não é o único componente da influência mas é um bom começo. A influência é apontada como um dos possíveis fatores que determinam o sucesso econômico de um jornal. Adequar-se ou não é uma opção de cada jornal, as decisões resultarão no ganho ou na perda da credibilidade. Um jornal que tenta agradar demais põe em risco a sua integridade jornalística e sua capacidade de dizer verdades duras que a comunidade precisa ouvir para seu próprio bem. Dessa maneira, as pesquisas realizadas por Philip Meyer mostravam que o jornal considerado como apoiador da comunidade era visto de maneira tendenciosa em vez de objetiva. A influência e os seus dois componentes: a credibilidade e ligação com a comunidade podem mudar de acordo com as notícias e depois se recuperar. Dar notícias que a comunidade não quer ouvir mas precisa ouvir para seu bem a longo prazo, pode ser a melhor maneira de aumentar a influência do jornal com o decorrer do tempo. Mesmo que a curto prazo a credibilidade caia, a longo prazo os benefícios são visíveis.
Sendo assim, os jornais confiáveis atraem mais leitores, e o efeito é mais forte onde a competição obriga os jornais a lutar por seus leitores. A credibilidade de um jornal é essencial quando há competição com outros jornais.
As pesquisas de Meyer também apontam que a circulação do jornal e a sua credibilidade são afetados diretamente pela sua exatidão, ou seja, um menor número de erros. O pesquisador constatou que quando um jornal possui a confiança da fonte das matérias, ele também apresenta credibilidade junto à população. Contudo, para Vieira e Christofoletti, o erro jornalístico não intencional, quando ocorre, pode ser um caminho para fortalecer a credibilidade do veículo de comunicação a depender de seu posicionamento perante o erro. Neste contexto, conforme estes dois autores, explicitar a correção mostra uma preocupação do meio informativo com o acerto e amplia seu contato com o público.
Para Philip Meyer, as fontes são ótimos juízes da qualidade de um jornal e formadores de opinião sobre a credibilidade do periódico. Em seu estudo, o autor descobriu que, quando as fontes percebem que as informações prestadas por elas são fielmente publicadas, passam a ter uma visão positiva sobre o jornal e disseminam tal percepção entre os leitores. Assim, a opinião das fontes é fundamental para a credibilidade do jornal, exercendo forte poder de influência.
Segundo Traquina, a importância de manter a credibilidade leva a um trabalho constante de verificação dos fatos e a avaliação das fontes de informação. Um exemplo da perda dessa credibilidade foi o caso "Janet Cooke", onde uma jovem jornalista do Washington Post teve que devolver o Prêmio Pulitzer quando descobriram que a personagem central de sua premiada reportagem foi inventada.
Christofoletti e Laux afirmam que com a emergência dos blogs como fontes de informação, há mudanças nos critérios que atestam confiabilidade aos veículos informativos. Estes novos critérios seriam influenciados pelos já existentes, mas também seriam caracterizados pelo que chamaram de novos sistemas de reputação, dentre os quais destaca-se a opinião do público em relação aos conteúdos. Uma pesquisa de 2017 reforça esse argumento: em meio a um boom de notícias falsas, os leitores buscam informações nos veículos da imprensa tradicional, que tem uma reputação mais consolidada frente ao público, como é o caso de revistas e jornais impressos e canais de TV.

## Texto jornalístico

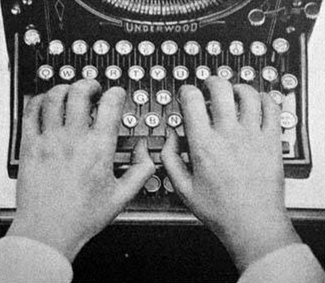
Durante décadas, a máquina de escrever foi símbolo do jornalismo

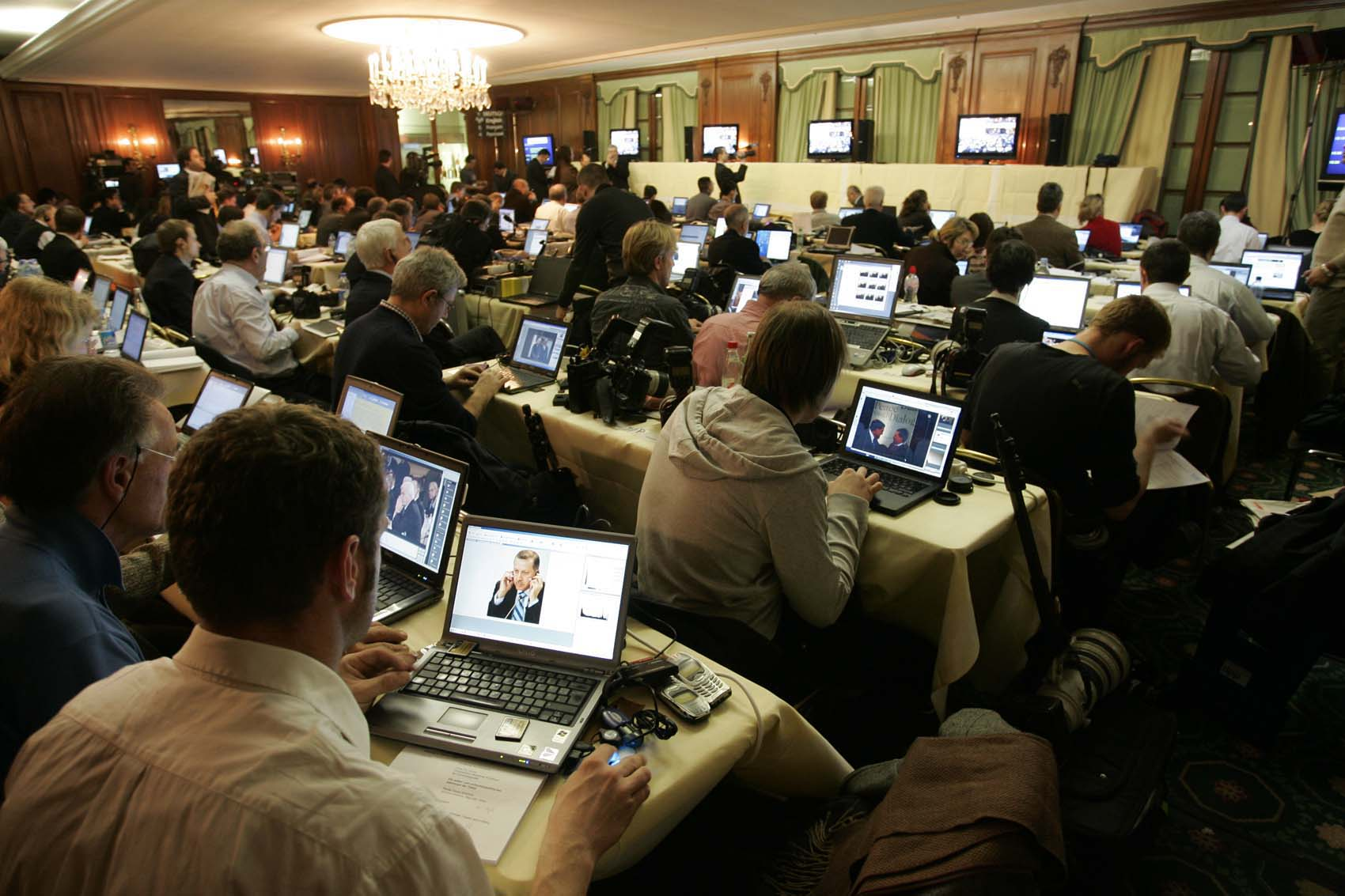
Jornalistas durante uma conferência de imprensa

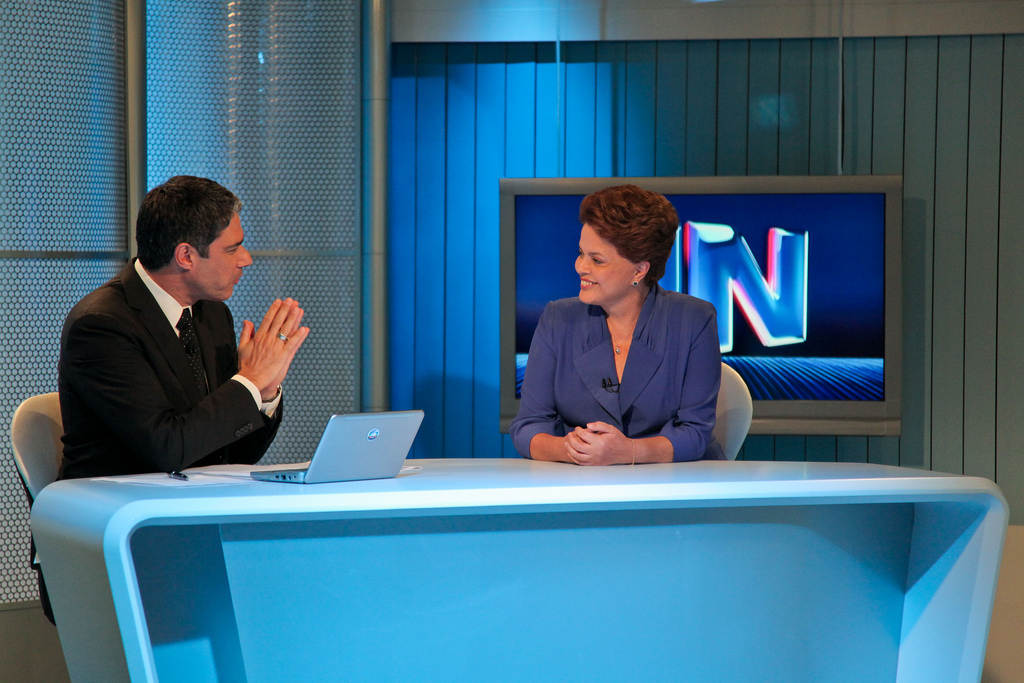
Dilma Rousseff em uma entrevista para o programa Jornal Nacional, da Rede Globo.

O produto da atividade jornalística é geralmente materializado em textos, que recebem diferentes nomenclaturas de acordo com sua natureza e objetivos. Uma matéria é o nome genérico de textos informativos resultantes de apuração, incluindo notícias, reportagens e entrevistas. Um artigo é um texto dissertativo ou opinativo, não necessariamente sobre notícias, e nem necessariamente escrito por um jornalista.
Redatores geralmente seguem uma técnica para hierarquizar as informações, apresentando-as no texto em ordem decrescente de importância. Esta técnica tem o nome de pirâmide invertida, pois a "base" (lado mais largo, mais importante) fica para cima (início do texto) e o "vértice" (lado mais fino, menos relevante) fica para baixo (fim do texto). O primeiro parágrafo, que deve conter as principais informações da matéria, chama-se "lead" (do inglês, principal). O texto é geralmente subdividido em "capítulos" agrupados por tema, chamados retrancas e sub-retrancas, ou matérias coordenadas.
O conjunto de técnicas e procedimentos específicos para a atividade de redação jornalística é chamado de técnica de redação.
As matérias apresentam, quase sempre, relatos de pessoas envolvidas no fato, que servem para tanto validar (por terceiros) as afirmativas do jornal (técnica chamada de documentação) quanto para provocar no leitor a identificação com um personagem (empatia). No jargão jornalístico, os depoimentos destes personagens chamam-se aspas.
Apesar de as matérias serem geralmente escritas em estilo sucinto e objetivo, devem ser revisadas antes de serem publicadas. O profissional que exerce a função de revisão, hoje figura rara nas redações, é chamado de revisor ou copy-desk.
Sendo Introduzidas no Brasil por Danton Jobim a frente do Diario Carioca, sendo Danton um dos fundadores e o primeiro professor a ocupar a cadeira de Técnicas de Redação Jornalística no Curso de Jornalismo da então Universidade do Brasil.

### Tipos
- notícia - Relato de uma série de fatos a partir de um fato mais importante. A estrutura da notícia é  lógica[50]. É composta pelo Lead e o corpo da notícia:
  - O lead é a abertura da notícia. Seu objetivo é condensar em poucas frases as informações essenciais e transmitir ao leitor um resumo abrangente dos fatos. Precisa responder às perguntas: o quê, quem, quando, onde, como e por que, embora raramente se dedique às duas últimas[51];
  - No corpo da notícia desenvolve-se gradualmente a informação em cada parágrafo, por isso a informação é cada vez mais elaborada, detalhada.
- matéria - todo texto jornalístico de descrição ou narrativa factual. Dividem-se em matérias "quentes" (sobre um fato do dia, ou em andamento) e matérias "frias" (temas relevantes, mas não necessariamente novos ou urgentes). Existem ainda os seguintes subtipos de matérias:
  - matéria leve ou feature - texto com informações pitorescas ou inusitadas, que não prejudicam ou colocam ninguém em risco; muitas vezes este tipo de matéria beira o entretenimento;
  - suíte - é uma matéria que dá seqüência ou continuidade a uma notícia, seja por desdobramento do fato, por conter novos detalhes ou por acompanhar um personagem;
  - perfil - texto descritivo de um personagem, que pode ser uma pessoa ou uma entidade, um grupo; muitas vezes é apresentado em formato testemunhal;
  - entrevista - é o texto baseado fundamentalmente nas declarações de um indivíduo a um repórter; quando a edição do texto explicita as perguntas e as respostas, seqüenciadas, chama-se de ping-pong;[52]
- opinião ou editorial - reflete a opinião apócrifa do veículo de imprensa (não deve ser assinado por nenhum profissional individualmente);
- artigo - texto eminentemente opinativo, e geralmente escrito por colaboradores ou personalidades convidadas (não jornalistas);
- crônica(br) ou crónica(pt) - texto que registra uma observação ou impressão sobre fatos cotidianos; pode narrar fatos em formato de ficção;
- nota - texto curto sobre algum fato que seja de relevância noticiosa, mas que apenas o lead basta para descrever; muito comum em colunas;
- chamada - texto muito curto na primeira página ou capa que remete à íntegra da matéria nas páginas interiores;
- texto-legenda - texto curtíssimo que acompanha uma foto, descrevendo-a e adicionando a ela alguma informação, mas sem matéria à qual faça referência; tem valor de uma matéria independente;
- erro jornalístico - não é "Fake News". Se constituí em uma erro não intencional do jornalista. Ex: nome da fonte, idade da fonte e/ou erros tipográficos. Nesse caso se utiliza da errata para que possa reparar o erro. Em muitos casos esse erro pode diminuir a credibilidade e a precisão da matéria.[18]

### Notícia
A notícia é um formato de divulgação de um acontecimento por meios jornalísticos. É a matéria-prima do Jornalismo, normalmente reconhecida como algum dado ou evento socialmente relevante que merece publicação numa mídia. Fatos políticos, sociais, econômicos, culturais, naturais e outros podem ser notícia se afectarem indivíduos ou grupos significativos para um determinado veículo de imprensa. Geralmente, a notícia tem conotação negativa, justamente por ser excepcional, anormal ou de grande impacto social, como acidentes, tragédias, guerras e golpes de estado. A notícia jornalística exige apuração, pesquisa, comparação, interpretação, seleção e redação adequada de acordo com as peculiaridades de cada veículo. De acordo com Ciro Marcondes Filho, para se tornar uma boa notícia, é fundamental que o fato possua atributos específicos, como: atualidade, veracidade, oportunidade, interesse humano, raridade, curiosidade, importância e consequências para a comunidade, proximidade etc.

## Jornalismo no mundo
| Situação muito séria Situação difícil Problemas visíveis | Situação satistória Situação boa Sem dados |

Índice de Liberdade de Imprensa de 2022

Índice de 2015 da Freedom House
Não livre
Parcialmente livre
Livre
Sem dados

Em diversos países de regime democrático, o trabalho jornalístico é protegido por lei ou pela constituição. Isto inclui, muitas vezes, o direito de o jornalista preservar em segredo a identidade de suas fontes, mesmo quando interpelado judicialmente. O artigo 19 da Declaração Universal dos Direitos do Homem estabelece normas para a liberdade de expressão e de imprensa.
No entanto, segundo a organização Repórteres sem Fronteiras (Reporters Sans Frontières), 42 jornalistas foram mortos no ano de 2003, principalmente na Ásia, enquanto outros 766 estavam presos. O futuro do jornalismo passa pela adequação dos profissionais da área às novas mídias emergentes. Todo bom profissional não poderá deixar de observar esses novos meios. O profissional tem de se adaptar aos novos mecanismos das tecnologias, além disso ele precisa ser polivalente para continuar no mercado.
A independência dos profissionais da área tem sido um grande debate, o que pode ser observado no livro "O que é Jornalismo" (Brasiliense, 1980), de Clóvis Rossi.

"Jornalismo, independentemente de qualquer definição acadêmica, é uma fascinante batalha pela conquista das mentes e corações de seus alvos: leitores, telespectadores ou ouvintes. Uma batalha geralmente sutil e que usa uma arma de aparência extremamente inofensiva: a palavra, acrescida, no caso da televisão, de imagens. Entrar no universo do jornalismo significa ver essa batalha por dentro, desvendar o mito da objetividade, saber quais são as fontes, discutir a liberdade de imprensa no Brasil."
Em 2011 a Turquia se tornou o país com maior número de jornalistas presos.

### Brasil
O primeiro sindicato de jornalistas no Brasil foi fundado em 1934, na cidade de Juiz de Fora.  Quatro anos depois, houve a primeira regulamentação da profissão. Conforme disposto na Lei de Imprensa de 9 de fevereiro de 1967, o diploma de curso superior de Jornalismo foi obrigatório para o exercício da profissão, por força de lei, até o Supremo Tribunal Federal torná-lo facultativo em 2009. Em 2012, a Proposta de Emenda à Constituição (PEC 206/2012), que restabelece a obrigatoriedade do diploma de jornalista para o exercício da profissão, foi aprovada no Senado Federal. Porém, o projeto aguarda a votação na Câmara dos Deputados desde 2015.  Atualmente, há cerca de 120 cursos de graduação na área, formando quase 5 mil jornalistas a cada ano em todo o país. No Brasil, o curso de Jornalismo tem a maior carga horária entre os cursos da área da comunicação. O curso tem carga horária mínima de 3 mil horas e tempo mínimo de 4 anos para a conclusão do Curso de Bacharel em Jornalismo, segundo as novas diretrizes curriculares do Ministério da Educação (MEC). Após concluir o curso, a pessoa é reconhecida pela Federação Nacional dos Jornalistas (FENAJ) e pelos sindicatos de jornalistas como jornalista profissional, podendo se filiar aos sindicatos e solicitar a Carteira Nacional de Jornalista, emitida pela FENAJ.
Para a organização Repórteres sem Fronteiras, o Brasil ainda é um dos países mais violentos da América Latina para a prática do jornalismo. O país ocupa a 102ª posição entre as 180 nações analisadas pelo Ranking Mundial da Liberdade de Imprensa 2018, estando ao lado dos países com as piores posições do continente, que são Cuba, Venezuela, México e Colômbia. A “situação sensível” na qual o Brasil se encontra em relação à liberdade de informação é explicada por fatores como a aplicação de processos judiciais a determinadas matérias sobre interesses do poder político. Além disso, os jornalistas também são alvos de ameaças no território nacional. De janeiro a outubro de 2018, a Associação Brasileira de Jornalismo Investigativo (Abraji) registrou 137 casos de agressões a profissionais da comunicação em contexto político-eleitoral. No caso de Leniza Krauss, que investigava o Caso Pedra da Macumba, nunca foi descoberto o motivo das agressões direcionadas a ela e sua equipe. O Observatório da Imprensa listou seu caso no artigo "A mudança na vida de jornalistas que sofreram violentas represálias".